# Saint-Romain-les-Atheux
Saint-Romain-les-Atheux là một xã trong tỉnh Loire miền trung nước Pháp.